# Affaire Christian Van Geloven
L'affaire Van Geloven est une affaire criminelle française qui a éclaté en octobre 1991 à Elne, Pyrénées-Orientales à la suite de la disparition de deux fillettes, Muriel et Ingrid. Christian Van Geloven (né le 18 avril 1945 et mort le 6 août 2011 à 66 ans à la centrale d'Ensisheim),, principal protagoniste de l'affaire, est condamné le 25 mars 1994 à la réclusion criminelle à perpétuité assortie d'une période de sûreté de 30 ans pour les enlèvements, viols et assassinats des deux enfants.

## Les faits et l'enquête
Le 19 octobre 1991 vers 16 heures, Muriel Sanchez et Ingrid Van de Portaele, cousines âgées de 10 ans, sont enlevées à Elne alors qu'elles allaient acheter des bonbons. Le récit du ravisseur, selon lequel il aurait emmené les fillettes dans un studio à Collioure pour les violer, les torturer et les étrangler, semble correspondre à un fantasme : les petites ont vraisemblablement été violentées et tuées au bord d'un chemin. Leurs vêtements ont été retrouvés, sur les directives de l'assassin, dans le Lac du Salagou. Quant aux corps, ils avaient été jetés au fond d'un ravin de 70 mètres au cirque de Navacelles,.

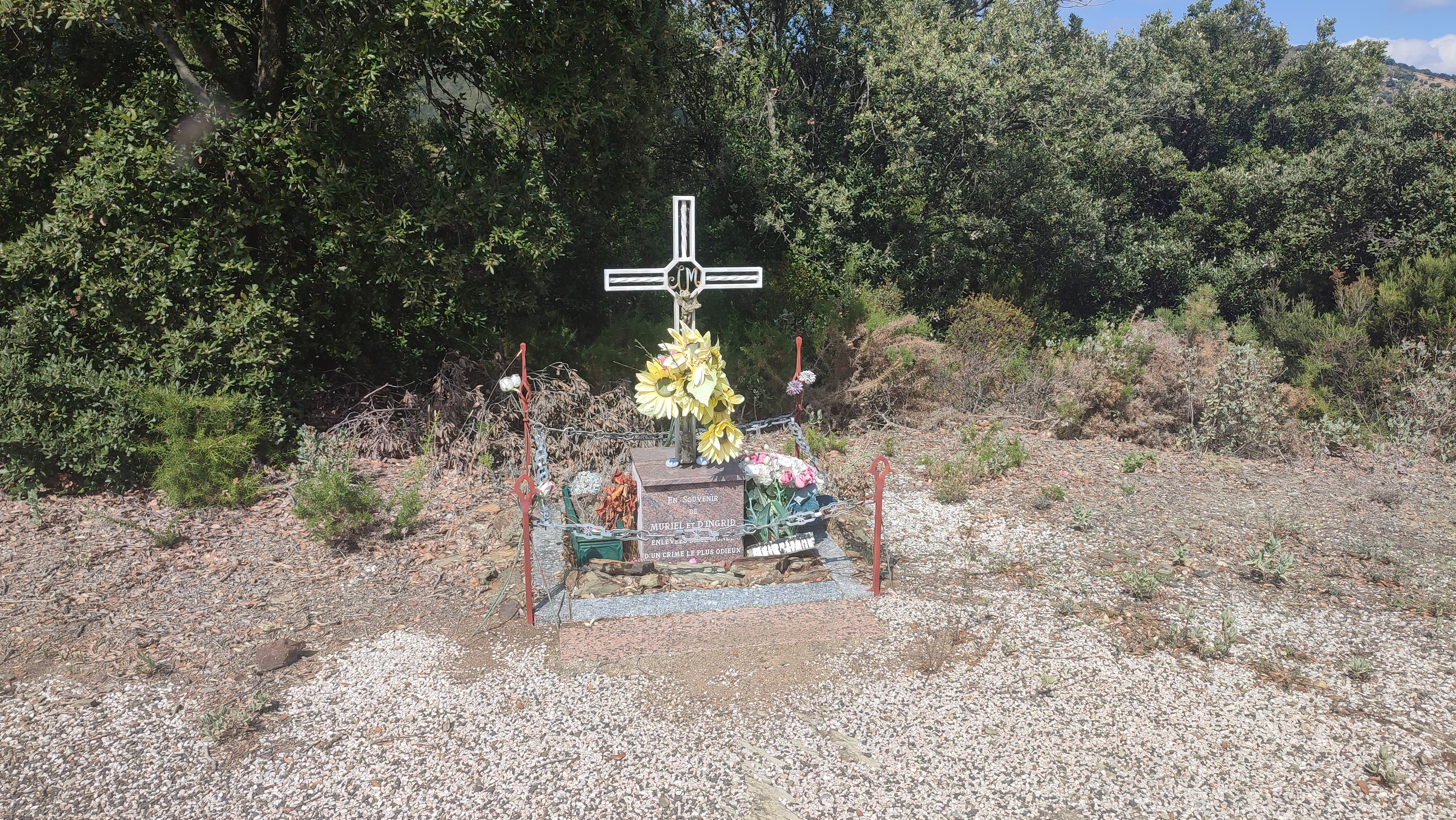

## Arrestation et garde-à-vue
Dix jours après la disparition des fillettes, les enquêteurs sont avertis par le parquet de Perpignan de la tentative de suicide suspecte, trois jours après les faits, d'un certain Christian Van Geloven, dans une chambre d'hôtel de Lourdes : l'homme est déjà fiché pour pédophilie et se serait entre-temps confessé à un prêtre. 
À cette étape de l'enquête, la police, qui mise encore sur la possibilité d'un enlèvement ou d'une séquestration, agit dans l'urgence pour tenter de retrouver Ingrid et Muriel en vie. 1er novembre 1991, Christian Van Geloven est interpellé à Saint-Dizier en Haute-Marne, où il est hospitalisé en psychiatrie, et aussitôt placé en garde-à-vue. Le seul élément probant dont disposent à ce moment-là les enquêteurs à l'encontre du suspect est qu'il est propriétaire d'une voiture blanche correspondant à la description donnée par le seul témoin dans cette affaire : une voisine des deux petites filles, qui aurait aperçu ce véhicule dans le quartier au moment des faits. Les enquêteurs questionnent Van Geloven selon la « stratégie de l'entonnoir » : en commençant par des questions globales pour mettre l'interlocuteur en confiance. Après 12 heures d'interrogatoire, il finit par passer aux aveux : les fillettes sont mortes et c'est lui qui les a tuées, en les étranglant avec une cordelette. Avant de commettre les faits, Van Geloven aurait acheté une laisse pour faire croire qu'il avait perdu son chien, ainsi qu'une bande dessinée ; il y avait une carabine et un couteau dans le coffre de sa voiture : il aurait donc prémédité son acte. En fin de garde à vue, le meurtrier indiquera également l'endroit où il s'est débarrassé du corps de ses victimes.

## Autopsies
L'examen du corps des victimes conclut aux viols multiples des deux enfants, « commis avec des circonstances aggravantes de tortures ou actes de barbarie »,. Le rapport complet du médecin-légiste a été entendu à huis clos lors du procès.

## Le procès
Le procès de Christian Van Geloven, le « Monstre d'Elne », s'ouvre aux assises de Perpignan le 21 mars 1994. Protégé derrière une cage de verre fumé, le prévenu avouera être pédophile, avoir tué Ingrid et Muriel et s'être débarrassé de leur dépouille. Jusqu'au bout, il niera cependant les viols et les actes de torture commis sur les deux petites filles. Même son avocat, Me Alain Furbury, le chargera, mettant en garde contre l'extrême dangerosité de son client et le risque élevé de récidive dans son cas. À la suite du procès, Christian Van Geloven purge sa peine à la maison centrale d'Ensisheim, dans le Haut-Rhin. Il meurt le 6 août 2011 au sein de la centrale et est enterré dans une fosse commune du bourg d'Ensisheim.

## Biographie
Christian Van Geloven est né le 18 avril 1945 à Eindhoven aux Pays-Bas, où il a passé les quatre premières années de sa vie. Issu d'une famille nombreuse et modeste, Van Geloven a ensuite été pris en charge par un oncle et une tante vivant à Paris et a bénéficié d'une éducation aisée. Il aurait cependant subi des sévices sexuels de la part de son professeur de latin pendant deux ans,. Adulte, il est devenu cadre supérieur (dirigeant le service export d'une société multinationale), époux et père de deux enfants. Il avait toutefois été licencié peu de temps avant les meurtres de Muriel et Ingrid. Il meurt d'un cancer le 6 août 2011 à la maison centrale d'Ensisheim.  

### Faits antérieurs
Les débats du procès de 1994 mettent en lumière le passé trouble du prévenu. Dès 1963, Van Geloven commet des attouchements sur sa sœur adoptive, Isabelle, alors âgée de quatre ans, et même des viols à partir de 1965. Les sévices dureront 7 ans.

#### Condamnations antérieures
- En août 1984 à Orléans : condamnation à deux ans d'emprisonnement pour enlèvement et attentats à la pudeur[9]. Les experts jugeront Van Geloven non-dangereux et réinsérable. Le prévenu bénéficiera donc de la clémence de la justice et ne restera finalement incarcéré que 13 mois[6].
- En décembre 1992 à Bar-le-Duc, dans la Meuse : condamnation à cinq ans de prison ferme[8].

### Profil psychologique
Au moment de son arrestation, Christian Van Geloven est hospitalisé en psychiatrie à Saint-Dizier après avoir commis plusieurs tentatives de suicide. Il est généralement décrit comme intelligent et dominateur, considérant sa pédophilie comme une maladie dont il faut le soigner.    
Les expertises psychologiques concluent à la perversion sadique, à la pédophilie et au caractère incurable de ces déviances dans ce cas précis.

## Réforme du code pénal
La suite des affaires Van Geloven et Tissier verra la mise en place d'une nouvelle réforme judiciaire en France, avec la création d'une sûreté « perpétuelle » en cas d'infanticide.               

## Documentaires télévisés
- « Christian van Geloven, criminel sexuel » le 7 mars 2004 dans Faites entrer l'accusé présenté par Christophe Hondelatte sur France 2.
- « Christian Van Geloven, le tueur de fillettes » dans Stéphane Bourgoin raconte.
- « La garde à vue de Christian Van Geloven » dans 48 Heures présenté par Frédérique Lantieri sur France 5.

## Émissions radiophoniques
- « Christian van Geloven, "le monstre d'Elne" » le 17 mai 2012 dans L'Heure du crime de Jacques Pradel sur RTL.
- « Christian Van Geloven, le prédateur » le 4 mai 2017 et le 18 avril 2018 dans Hondelatte raconte de Christophe Hondelatte sur Europe 1.